# 찜쭘

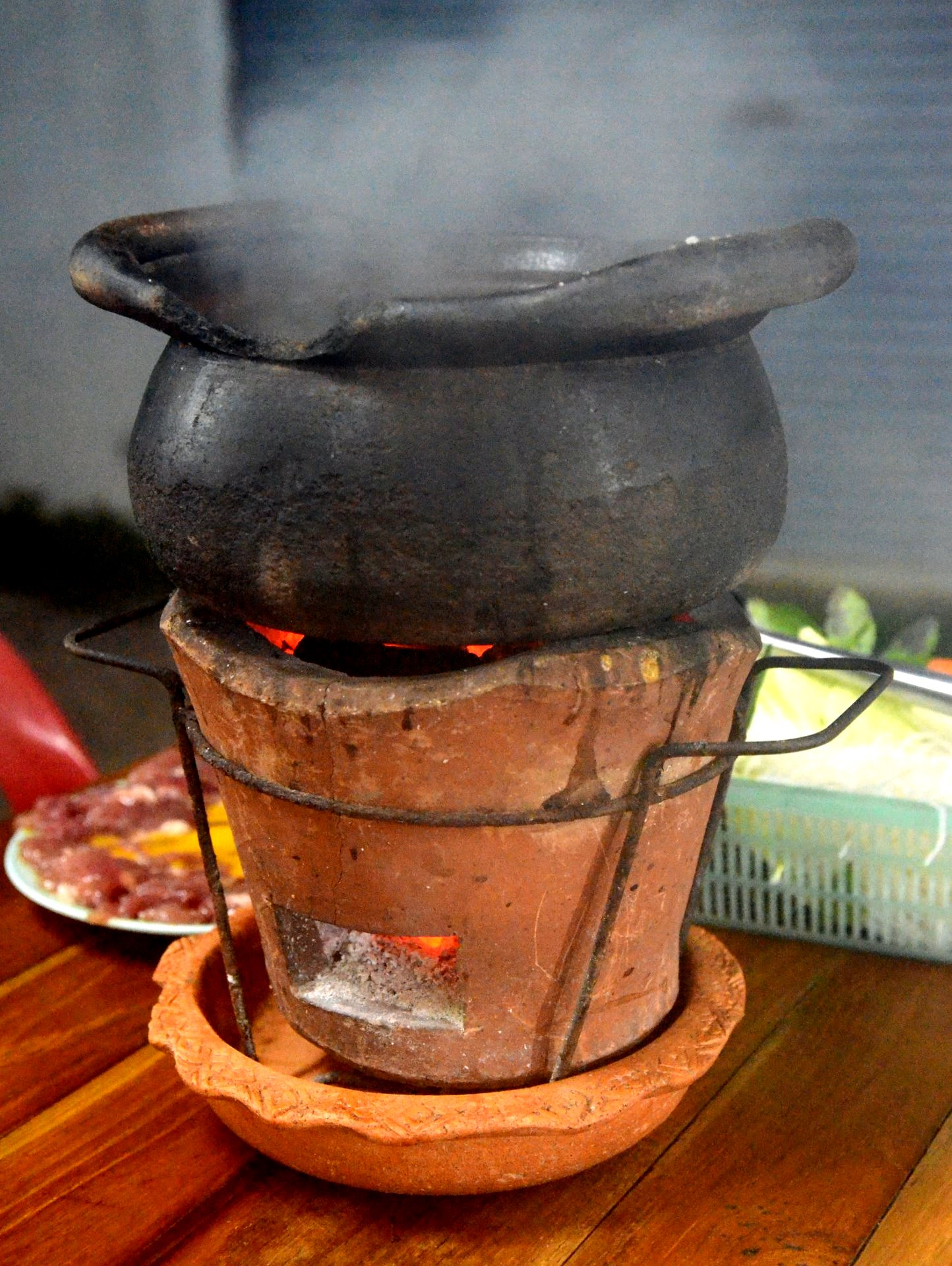

찜쭘(จิ้มจุ่ม)은 전골과 같은 동남아시아 길거리 음식으로 특히 태국에서 잘 알려져 있다. 닭고기나 소고기 및 야채로 조리된다. 태국어로 '찜'은 먹다, '쭘'은 무언가를 담근다는 뜻이다.